# Ceroferarius

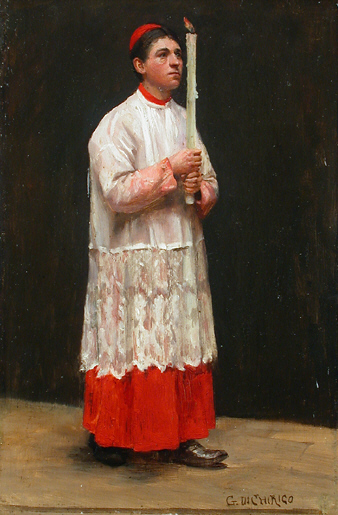
Ceroferarius, portret van Giacomo Di Chirico

De ceroferarius of ceroferar (van Lat. cera "(bijen)was" en ferre "dragen") is in de katholieke liturgie een misdienaar die een kandelaar draagt. Een synoniem dat vaker gebruikt wordt, is luciferar (van Lat. lucis "licht" en ferre "dragen") .
Ceroferaren bevinden zich tijdens de in- en uittocht in de mis naast of achter de croceferarius die het processiekruis draagt.
In de meeste gevallen zullen er maar twee ceroferaren zijn. Tijdens hoogfeesten is het mogelijk dat meerdere ceroferaren achter het processiekruis lopen.
Bij de evangelieprocessie in de dienst van het Woord  begeleiden twee ceroferaren het evangelieboek naar de ambo en staan tijdens de evangelieverkondiging aan weerszijden van de priester naar elkaar gekeerd.
In kerken waar het gebruikelijk is om kaarsengeld of stoelgeld te collecteren, halen de ceroferaren dit meestal op.
Tijdens hoogfeesten kunnen de ceroferaren met de kandelaars tijdens de consecratie naast de thuriferarius en de navicularius, en achter de ceremoniarius, voor het altaar knielen.
Binnen een Tridentijnse hoogmis maken de taken van de ceroferarius standaard deel uit van de functies Acoliet 1 en Acoliet 2.